# 宇部市立図書館
宇部市立図書館（うべしりつとしょかん）は、山口県宇部市にある公共図書館の総称。琴芝町一丁目1番33号にある宇部市立図書館（本館）、船木361-6にある宇部市学びの森くすのきの2館からなる。
郷土資料や美術関係図書なども有している。ビデオやDVD、CD等を館内で視聴することができる。山口大学図書館と連携しており遠隔地返却が可能となっている。

## 沿革

### 小学校時代（1905年～1943年）
1905年（明治38年）1月5日、厚狭郡宇部村の宇部村立宇部小学校東部校舎2階の一部に、日露戦役記念として宇部図書館が開設された。1914年（大正3年）12月、宇部図書館の設置者である宇部共同義会は、蔵書727冊と毎年50円の補助金を宇部村に寄付し、1915年（大正4年）2月11日には宇部村立図書館に改称した。1921年（大正10年）11月1日には宇部村が市制施行して宇部市が発足し、宇部市立図書館に改称した。1927年（昭和2年）9月、宇部市立図書館は宇部小学校から宇部市立神原小学校に移転した。

### 新川講堂時代（1943年～1946年）
1943年（昭和18年）6月1日、宇部商工会議所は松浜町の新川講堂を図書館とする条件で宇部市に寄付した。11月1日、宇部市立図書館が新川講堂に移転開館し、初めて独立施設の図書館となった。1945年（昭和20年）7月2日には宇部市街地が宇部大空襲に遭い、設備や約1万5000冊の蔵書全てが焼失した。
1946年（昭和21年）4月、上宇部小学校創立50周年記念文庫を仮館舎とし、宇部市立図書館が再興した。1951年（昭和26年）12月5日には渡辺翁記念会館に広島CIE図書館宇部分室が開設されている。

### 島時代（1953年～1991年）
1953年（昭和28年）5月25日、宇部市島に新たな宇部市立図書館が開館し、落成式と独立図書館10周年記念式典が開催された。

### 琴芝町時代（1991年～）
1987年（昭和62年）1月には市制施行60周年記念事業として新図書館の建設が決定した。1989年（平成元年）10月3日には宇部市琴芝町で建設に着工し、1991年（平成3年）3月25日に竣工、同年10月5日に開館した。
2004年（平成16年）11月1日、宇部市と厚狭郡楠町が合併し、新たに宇部市が発足した。2013年（平成25年）5月19日、宇部市学びの森くすのきが開館した。

## 各館

### 宇部市立図書館（本館）
設計者は石本建築事務所であり、建築費は14億4536万6000万円。
- 1階
  - 一般コーナー
  - 児童コーナー
  - おはなしコーナー
  - 音楽コーナー
  - 新聞雑誌コーナー
  - 参考資料郷土資料コーナー
  - 光庭
  - BM車庫
  - BM書庫

- 2階
  - 講座室
  - 会議室
  - 団体活動室
  - 保存書庫

### 宇部市学びの森くすのき
宇部市船木（旧厚狭郡楠町）にある宇部市学びの森くすのきは、図書館と博物館を併せ持つ複合施設である。設計者は美建築設計事務所であり、建築費は11億2800万円。
宇部市と楠町の合併時に計画された新市建設計画の主要事業である。図書館と博物館の機能を併せ持つ。図書館は一般・児童図書、絵本など蔵書約4万冊をそなえ、自動貸出機を設置している。宇部市立図書館本館で作った利用者カードをそのまま利用できる。博物館では古代から近現代までの宇部市の歩みを展示するほか、江戸時代の舟木宿が模型で再現されている。
図書館と博物館をつなぐ部分にあるスペースは地域住民の研修や学習スペースとして利用できる。

## 利用案内
開館時間
- 火曜～金曜：9時から19時
- 土日・祝日：9時から18時

休館日
- 月曜日、月末館内整理日、月末休館日の代替休館日、年末年始、特別整理期間

## 交通アクセス
宇部市立図書館（本館）
- JR宇部線琴芝駅から徒歩10分
- 宇部市交通局「総合庁舎・市立図書館」バス停から徒歩3分
- 無料駐車場約130台（うち身体障害者用2台）

宇部市学びの森くすのき
- JR宇部駅から船鉄バス「船木」行き終点下車 徒歩5分、または終点からくすのき号へ乗換え「楠総合支所前」バス停下車 徒歩1分
- JR厚狭駅より車で約10分
- 山陽自動車道小野田インターチェンジより車で約10分
- 無料駐車場39台